# Szolnok Soldiers 2013
Questa voce raccoglie le informazioni riguardanti i Szolnok Soldiers nelle competizioni ufficiali della stagione 2013.

## Divízió I 2013

### Stagione regolare
| 24 marzo 2013 1ª giornata | Jászberény Wolverines | 8 – 6 | Szolnok Soldiers |  |

| 14 aprile 2013 3ª giornata | Szolnok Soldiers | 12 – 44 | Békéscsaba Raptors |  |

| 28 aprile 2013 4ª giornata | Szolnok Soldiers | 6 – 42 | Eger Heroes |  |

| 12 maggio 2013 6ª giornata | Szolnok Soldiers | 0 – 43 | Budapest Cowboys |  |

| 26 maggio 2013 8ª giornata | Dunaújváros Gorillaz | 35 – 0 | Szolnok Soldiers |  |

| 15 giugno 2013 11ª giornata | Tata Mustangs | 62 – 6 | Szolnok Soldiers |  |

## Statistiche di squadra
| Competizione      | %Vittorie | In casa | In casa | In casa | In casa | In casa | In casa | In trasferta | In trasferta | In trasferta | In trasferta | In trasferta | In trasferta | Totale | Totale | Totale | Totale | Totale | Totale |
| Competizione      | %Vittorie | G       | V       | N       | P       | Pf      | Ps      | G            | V            | N            | P            | Pf           | Ps           | G      | V      | N      | P      | Pf     | Ps     |
| ----------------- | --------- | ------- | ------- | ------- | ------- | ------- | ------- | ------------ | ------------ | ------------ | ------------ | ------------ | ------------ | ------ | ------ | ------ | ------ | ------ | ------ |
| Stagione regolare | .000      | 3       | 0       | 0       | 3       | 18      | 129     | 3            | 0            | 0            | 3            | 12           | 105          | 6      | 0      | 0      | 6      | 30     | 234    |
| Totale            | .000      | 3       | 0       | 0       | 3       | 18      | 129     | 3            | 0            | 0            | 3            | 12           | 105          | 6      | 0      | 0      | 6      | 30     | 234    |